# Griffierecht
Griffierecht is de bijdrage die de burger betaalt in de kosten van rechtspraak als iemand een gerechtelijke procedure instelt.

## Nederland
Griffierecht moet vooraf worden betaald aan het gerecht waar de zaak dient. De griffier zendt hiervoor een nota, die kan worden betaald met  internetbankieren of met een pinbetaling. Als het griffierecht niet wordt betaald, dan is de kans groot dat de zaak niet in behandeling wordt genomen. Een advocaat schiet voor een cliënt het griffierecht meestal voor en brengt het vervolgens in rekening. De hoogte van de griffierechten wordt periodiek aangepast door het ministerie van Justitie. Griffierecht is niet van toepassing op strafzaken. Griffierecht werd vroeger ook wel vast recht genoemd.

## België
De griffierechten (droits de greffe) omvatten de rolrechten, de opstelrechten en de uitgifterechten en worden geregeld in Titel III (de artikelen 268 en volgende) van het Wetboek der registratie-, hypotheek- en griffierechten.
Een wet heeft de rolrechten verhoogd (wet van 28 april 2015 tot wijziging van het Wetboek der registratie-, hypotheek- en griffierechten teneinde de griffierechten te hervormen).